# Alosa vistonica
Alosa vistonica är en fiskart som beskrevs av Economidis och Sinis, 1986. Alosa vistonica ingår i släktet Alosa och familjen sillfiskar. IUCN kategoriserar arten globalt som akut hotad. Inga underarter finns listade i Catalogue of Life.